# Фурсов Володимир Володимирович
Володимир Володимирович Фурсов (рос. Владимир Фурсов; нар. 3 січня 1970, Луганськ — пом. 2 серпня 2004, Луганськ) — радянський та український футболіст, півзахисник.

## Біографія
Володимир Фурсов народився 3 січня 1970 року в Луганську. Його батько Володимир, був футболістом, виступав за астраханський «Волгар» та ворошиловградську «Зорю»; помер в 1984 році у віці 36 років, коли синові було 14 років.
Займався в астраханської ДЮСШ, першим тренером був І. С. Бузичкін. У 1987 році дебютував на професійному рівні за астраханський «Волгар», який виступав у другій лізі СРСР. «Волгар» був аутсайдером у своїй зоні, в сезоні 1987 року команда зайняла останнє 17-те місце, а в наступному сезоні 14-те місце з 20 команд-учасниць. Фурсов був основним гравцем команди протягом двох років, зігравши за астраханців 59 матчів та забив 9 м'ячів.
У 1989 році грав за аматорський клуб «Іскра» з Балашихи. У наступному році став гравцем команди «Дрогобич». У сезоні 1990 року провів у складі команди із Західної України 21 гру та забив 6 м'ячів.
У 1991 році перейшов в луганську «Зорю». Разом з командою завоював срібні медалі Другої ліги СРСР, провівши в цьому сезоні 38 матчів і забивши 13 голів. Фурсов є автором останнього хет-трику «Зорі» в рамках чемпіонатів СРСР, 9 вересня 1991 року відзначився в матчі з кременчуцьким «Кременем». Після проголошення незалежності України продовжив грати за луганський клуб, який був перейменований в «Зорю-МАЛС». У 1992 році взяв участь у розіграші першого чемпіонату України. У сезоні 1992/93 років «Зоря» зайняла передостаннє 15 місце. Всього за луганчан у Вищій лізі України провів 38 ігор і забив 7 м'ячів, у Кубку України - 5 матчів і 1 м'яч.
У 1993 році став гравцем сімферопольської «Таврії». 13 жовтня 1993 року дебютував за кримчан в чемпіонаті України в матчі проти кременчуцького «Кременя» (3:0). Фурсов почав гру в стартовому складі і відзначився першим голом у поєдинку на 27 хвилині у ворота Юрія Чумака. Сезон 1993/94 років став найкращим для Фурсова в «Таврії», тоді він забив 10 голів в чемпіонаті України, ставши найкращим бомбардиром команди разом з Олексієм Антюхіним. У Кубку України сімферопольці дійшли до фіналу, де поступилися одеському «Чорноморцю» в серії післяматчевих пенальті (3: 5). Фурсов пробивав пенальті, проте став єдиним гравцем «Таврії», який не забив, в результаті чого забезпечив перемогу «Чорноморцю».
У наступному сезоні 1994/95 років Фурсов втратив місце гравця стартового складу, провівши в чемпіонаті України 11 матчів і забивши 2 м'ячі. Сезон 1995/96 років став більш успішним для нього, він був гравцем основи і зіграв в 27 матчах, забивши при цьому 5 м'ячів. У сезоні 1996/97 років грав за сакське «Динамо» у другій лізі чемпіонату України, в складі команди візначився 2-ма голами в 3-ох матчах. У 1997 році завершив кар'єру футболіста в складі «Таврії», провівши в цілому за кримчан 82 матчі і забив 19 голів в чемпіонаті, а також зігравши 13 матчів і забивши 3 голи в Кубку України. Після закінчення кар'єри футболіста був тренером в луганській «Юності».
2 серпня 2004 року в результаті важкої невиліковної хвороби помер в Луганську в віці 34 років.

## Досягнення
- Друга ліга СРСР
  -  Срібний призер (1): 1991
- Кубок України
  -  Фіналіст (1): 1993/94

## Статистика
| Сезон             | Клуб                   | Ліга                          | Чемпіонат | Чемпіонат | Кубок | Кубок |
| Сезон             | Клуб                   | Ліга                          | Ігри      | Голи      | Ігри  | Голи  |
| ----------------- | ---------------------- | ----------------------------- | --------- | --------- | ----- | ----- |
| 1987              | Волгар                 | Друга ліга СРСР               | 28        | 1         | —     | —     |
| 1988              | Волгар                 | Друга ліга СРСР               | 31        | 8         | —     | —     |
| 1990              | «Дрогобич»             | Друга ліга СРСР               | 21        | 6         | 0     | 0     |
| 1991              | «Зоря» (Луганськ)      | Друга ліга СРСР               | 38        | 13        | 0     | 0     |
| 1992              | «Зоря-МАЛС» (Луганськ) | Вища ліга чемпіонату України  | 17        | 1         | 2     | 1     |
| 1992/93           | «Зоря-МАЛС» (Луганськ) | Вища ліга чемпіонату України  | 21        | 6         | 3     | 0     |
| 1993/94           | «Таврія» (С)           | Вища ліга чемпіонату України  | 21        | 10        | 8     | 3     |
| 1994/95           | «Таврія» (С)           | Вища ліга чемпіонату України  | 11        | 2         | 2     | 0     |
| 1995/96           | «Таврія» (С)           | Вища ліга чемпіонату України  | 27        | 5         | 2     | 0     |
| 1996/97           | «Таврія» (С)           | Вища ліга чемпіонату України  | 16        | 1         | 1     | 0     |
| 1996/97           | → «Динамо» (Саки)      | Друга ліга чемпіонату України | 3         | 2         | —     | —     |
| 1997/98           | «Таврія» (С)           | Вища ліга чемпіонату України  | 7         | 1         | 0     | 0     |
| Усього за кар'єру | Усього за кар'єру      | Усього за кар'єру             | 241       | 49        | 20    | 4     |